# 山口大学医療技術短期大学部
山口大学医療技術短期大学部（やまぐちだいがくいりょうぎじゅつたんきだいがくぶ、英語: School of Allied Health Science Yamaguchi University）は、山口県宇部市小串1144に本部を置いていた日本の国立大学である。1980年に設置され、2003年に廃止された。大学の略称は山大医短。

## 概要

### 大学全体
- 山口県宇部市に所在した日本の国立短期大学で、併設元は山口大学医学部。
- 1980年に学科数1、入学定員80名体制で開学、1981年に学科増設され、2学科体制となる。
- 2000年度の入学生を最後に[注釈 1]、2003年に短期大学としての使命を終える[3]。

### 教育および研究
- 山口大学医療技術短期大学部は学名通り、医療技術者の養成に重点をおいていた。

### 学風および特色
- 山口大学医療技術短期大学部は医学部に併設されていた関係上、両者同士のつながりは深いものとなっていた。そのため、短大の教員には医学部との兼任者が多いものとなっていた。

## 沿革
- 1952年 山口県立医科大学附属准看護養成所が開校する[4]。
- 1960年 山口県立医科大学附属衛生検査技師学校が開校する[4]。
- 1967年 山口大学医学部附属看護学校および附属臨床検査技師学校に改称[4]。
- 1978年
  - 9月 山口大学医療技術短期大学部の設置構想が打ち出される[5]。
- 1979年
  - 10月1日 左記を以て文部省[注 2]より短期大学の設置が認可される[6]。
- 1980年
  - 4月1日 山口大学医療技術短期大学部が以下の学科体制にて開学する。
    - 看護学科 入学定員80名

  - 5月1日 学生数[7]/定員
    - 看護学科 女76/80
- 1981年
  - 4月1日 以下の学科を増設[8]。
    - 衛生技術学科 入学定員40名

  - 5月1日 学生数[9]/定員
    - 看護学科 141[注 3]/160
    - 衛生技術学科 40[注 4]/40
- 1999年
  - 5月1日 学生数[10]/定員
    - 看護学科 242[注 5]/240
    - 衛生技術学科 125[注 6]/120
- 2000年
  - 4月1日 短期大学としての学生募集を最終とする[注釈 1]。
- 2003年
  - 3月31日 左記を以て正式に廃止される[3]。

## 基礎データ

### 所在地
- 山口県宇部市小串1144

### 象徴
- 山口大学医療技術短期大学部のカレッジマークは山口大学と同じものを用いていた。

## 教育および研究

### 組織

#### 学科[注 7]
- 看護学科 入学定員80名
- 衛生技術学科 入学定員40名

#### 専攻科
- なし

#### 別科
- なし

#### 取得資格について
受験資格
- 看護師：看護学科
- 臨床検査技師：衛生技術学科

### 研究
- 『敗血症の迅速診断に関する研究』[12]
- 『山口大学医療技術短期大学部 : 教育と研究』[13]ほか。

## 大学関係者と組織

### 大学関係者一覧
歴代学長
- 小西俊造
- 三分一政男
- 村上悳

## 施設

### キャンパス
- 設備：医学部キャンパス内に設置されていた。

## 対外関係

### 系列校
- 山口大学
- 山口大学工業短期大学部

## 卒業後の進路について

### 就職について
- 山口大学医学部附属病院ほか有名大手の病院や医療機関などにおける専門職に携わる人が大半となっていた。